# Bakhtīār Kotī
Bakhtīār Kotī (persiska: بختيار كتی) är en ort i Iran.   Den ligger i provinsen Mazandaran, i den norra delen av landet, 120 km nordost om huvudstaden Teheran. Bakhtīār Kotī ligger 57 meter över havet och antalet invånare är 204.
Terrängen runt Bakhtīār Kotī är platt, och sluttar norrut.Runt Bakhtīār Kotī är det ganska tätbefolkat, med 149 invånare per kvadratkilometer. Närmaste större samhälle är Āmol, 4,2 km söder om Bakhtīār Kotī. Trakten runt Bakhtīār Kotī består till största delen av jordbruksmark.